# Frederik Ehmke
Frederik Ehmke (n. Malsch; 21 de junio de 1978) es un baterista alemán, que toca ese instrumento para la banda de power metal Blind Guardian, sustituyendo a Thomas The Omen Stauch desde que éste la dejó en 2005. Con Blind Guardian ha grabado tres discos, A Twist in the Myth, At the Edge of Time y Beyond the Red Mirror. Está casado y tiene un hijo.
- Datos: Q1003742
- Multimedia: Blind Guardian / Q1003742